# Tadeda Peak
Tadeda Peak är en bergstopp i Kanada.   Den ligger i provinsen British Columbia, i den centrala delen av landet, 3 900 km väster om huvudstaden Ottawa. Toppen på Tadeda Peak är 2 194 meter över havet, eller 345 meter över den omgivande terrängen. Bredden vid basen är 6,0 km. Tadeda Peak ingår i Spectrum Range.
Terrängen runt Tadeda Peak är huvudsakligen kuperad, men österut är den bergig.Trakten runt Tadeda Peak är nära nog obefolkad, med mindre än två invånare per kvadratkilometer.. Det finns inga samhällen i närheten.
Trakten runt Tadeda Peak består i huvudsak av gräsmarker.